# Karl Friedrich Adler (Jurist)
Karl Friedrich Adler (geboren 31. März 1865 in Prag; gestorben 20. Jänner 1924 in Wien) war ein österreichischer Rechtswissenschaftler.

## Leben
Adler studierte an der Universität  Wien Rechtswissenschaft. Er habilitierte sich 1893 für Handels-  und Wechselrecht und wurde Privatdozent. Zwei Jahre später publizierte er die Monographie Beiträge zur Entwicklungslehre und Dogmatik  des  Gesellschaftsrechts. In ihr sahen Zeitgenossen sein wichtigstes Werk.
1898 ließ Adler sich taufen. Noch im selben Jahr wurde er zum außerordentlichen Professor an der Franz-Josephs-Universität Czernowitz ernannt. 1902 kam er auf den Lehrstuhl. Für das akademische Jahr 1909/10 wurde er zum Rektor der östlichsten deutschsprachigen Universität gewählt. Als Joseph Samuel Grünhut, Ordinarius für Handels- und Wechselrecht in Wien, 1915 emeritiert wurde, bewarb sich Adler um die Nachfolge. Dass man sich gegen ihn und für Josef Hupka entschied, war nach seiner Ansicht einer Intrige von Josef Schey von Koromla geschuldet. In ausfälliger Weise kritisierte Adler nun Scheys Rolle bei der Novellierung des Allgemeinen bürgerlichen Gesetzbuchs und der Veröffentlichung des Berichts aus dem Herrenhaus (Österreich).
Die Auseinandersetzungen spitzten sich durch die politischen Umwälzungen nach dem Ersten Weltkrieg zu. Czernowitz gehörte nunmehr zu Rumänien und ab Beginn des Studienjahres 1919/20 sollte an der Universität ausschließlich auf Rumänisch gelehrt werden. Adler konnte oder wollte nicht Rumänisch lernen und teilte das der Universität mit. Daraufhin wurde er zum 30. September 1919 unter gleichzeitiger Einstellung der Bezüge in den Ruhestand versetzt. Er kehrte nach Wien zurück. Das Unterrichtsamt bestellte ihn im Januar 1920 zum Prüfer für die zweite Staatsprüfung, für die Fächer Bürgerliches Recht, Handels- und Wechselrecht. Einen Monat später wurde Adler in den Staatsdienst der Ersten Republik Österreich übernommen.
Vergeblich beantragte er die Erneuerung seiner Wiener Lehrbefugnis. Seinem Rekurs wurde vom Unterrichtsamt am 2. Juni 1920 stattgegeben, die Entscheidung der Fakultät aufgehoben. Mit Entscheidung vom 14. Juli 1920 wiederholte die Fakultät ihre Entscheidung vom 15. März 1920, aber mit dem Hinweis auf Adlers Auseinandersetzung mit Schey. Nach Adlers zweitem Rekurs geschah – dreieinhalb Jahre lang – nichts. Seine Pensionsansprüche waren vorgängig. Erst mit Erlass vom 17. Dezember 1923 bestätigte das Unterrichtsministerium die (zweite) Entscheidung der Fakultät. Gegen den Erlass legte Adler umgehend Beschwerde beim Verwaltungsgerichtshof (Österreich) ein. Sie erreichte den Gerichtshof zwei Tage nach Adlers Tod, der ihn im 59. Lebensjahr ereilt hatte. 